# دائرة رأس الوادي
35°56′59″N 5°02′09″E / 35.94972222°N 5.03583333°E
رأس الوادي هي دائرة في ولاية برج بوعريريج، وتحوي ثلاث بلديات هي: رأس الوادي، عـين تسرة، أولاد ابراهم.

## نبذة تاريخية عن الدائرة
تعتبر مدينة راس الوادي من أهم وأكبر الدوائر في الجزائر
انبثقت الدائرة عن التقسيم الإداري لسنة 1974 بـ 17 بلدية وكانت قبل ذلك دائرة تابعة لولاية سطيف وشهدت إعادة تنظيم إقليمها سنة 1986 حيث أصبحت تضم 8 بلديات وتقلصت إلى 3 بلديات خلال التقسيم الإداري لسنة 1991 وقد سجلت الدائرة شهادات تاريخية إبان ثورة التحرير الكبرى حيث خاضت عدة معارك ضارية عبر جبال مزيطة حتى حدود أولاد تبان وأولاد سي أحمد امتدادا إلى جبال أولاد حناش ومن أهم المعارك التاريخية التي عرفتها المنطقة معركة.
معركة الرصفة سنة 1957.
معركة لمعازة 1961.
معركة شايب راسو سنة 1960.
معركة تناقارت.
معركة أولاد عمارة سنة 1956.
t الغابــات
تقدر المساحة الغابية على مستوى تراب الدائرة بـ 3100 هكتار موزعة كما يلي :
○ راس الوادي 1102 هـ منها 690 هـ تشجير.
○ أولاد ابراهم 1739 هـ منها 700 هـ تشجير.
○ عين تسرة 85 هـ تشجير.
وتقدر المساحة الرعوية بـ 1596 هكتار واستفاد قطاع الغابات في اطار برنامج التنمية الفلاحية بـ141 هـ أشجار مثميرة وإعادة التشجير بمساحة 150 هـ وأشغال بيضاء لــ 32 كلم مسالك غابية و 05 منابع مائية و36 مصدات الرياح و 12448 لتصحيح المجاري المائية كما يتوفر فرع الغابات على مشتلة بها مختلف الأصناف تلبي بعض الاحتياجات المحلية.

## قطاع الري المياه الصالحة للشرب
أن كثافة مشاريع الري التي أنجزت قد أهلت توسيع شبكة الربط بمياه الشروب حيث وصلت نسبة الربط إلى%80 كما تبقى مرشحة للارتفاع بعد إنجاز المشاريع المسجلة في إطار المخطط الخماسي 2005-2009 إلى حدود %85.

## صرف المياه المستعملة
قدرت نسبة الربط بشبكة التطهير إلى ما يقارب %60 كما سترتفع كذلك بعد إنجاز مشاريع المخطط السنوى 2005-2009 إلى حدود %70.
وهي مقترحة كولاية منتدبة

## الطرقـات
تتربع الدائرة على شبكة طرق وطنية بمسافة 67 و 10كلم ولائية 50.5 كلم بلدية كما تسجل إنجازات كبيرة في طريق الأشغال منها تعبيد الطرق الوطني رقم 103 والطريق الولائي 141 ويشرع قريبا في إنجاز طريق أولاد تبان الذي سيكون خط لفك العزلة من الناحية الجنوبية باتجاه ولاية لمسيلة.

## التربية والتكوين المهني
الطور الثانوي 4 ثانويات براس الوادي وثانويتين في طور الإنجاز بكل من عين تسرة وأولاد ابراهم
الاكمالـي : 12 اكمالية منها 6 براس الوادي و 04 بعين تسرة و 02 بأولاد ابراهم.
الابتدائي : 47 مدرسة منها 08 بعين تسرة و 08 بأولاد ابراهم والباقي براس الوادي كما تغطي التغذية المدرسية جل المدارس الريفية.
في مجال التكوين المهني يوجد مركزين للتكوين المهني براس الوادي بهما عدة تخصصات .

## الصحة
تتوسع الخدمات الصحية لمستشفى 240 سرير براس الوادي لأربع دوائر بالإضافة إلى قاعة متعددة الخدمات و 03 مراكز صحية 16 قاعة علاج مقسمة ببلدية راس الوادي 07 بأولاد ابراهم 03 بعين تسرة 06.1بمزيطة

## الكهرباء والغاز
تبلغ نسبة الربط بشكة الكهرباء %98.
كما يتبقى الربط بشبكة غاز المدينة إلا بقرى بلدية راس الوادي وبعض التجمعات ببلدية عين تسرة أما ببلدية أولاد ابراهم فهي في طريق التسجيل وتقدر نسبة الربط بـ %67 مقسمة ببلدية راس الوادي % 82 ببلدية عبن تسرة % 47 و%00 ببلدية أولاد ابراهم.

## الصناعة والحـرف
تتوفر الدائرة على منطقتين للنشاط براس الوادي والأخرى ببئر عيسى أنجز بمنطقة راس لوادي عدة نشاطات صناعية كمعمل البلاط والشكولاطة وبعض الحرف كما يشهد مركز بلدية عين تسرة نهوضا في حركة الصناعة حيث يوجد بها مركز لتخزين الحبوب – مطحنتين – ملبنة – مصنع للآجر في طريق الإنجاز.

## السكـن
تتربع الحضيرة السكنية على :
2400 مسكن اجتماعيي منها 100 بعين تسرة و 50 مسكن بأولاد ابراهم بينما تجري الأشغال لإنجاز 180 مسكن و20 خاصة بضحايا الإرهاب و 62 في طريق الانطلاق
السكن التساهمي 375 مسكن منها 32 نصف جماعي و 170 لم تنتهِ بها أشغال الإنجاز.
السكن التساهمي الفردي 189 منتهية و 161 في الإنجاز.
السكن الريفي 221 منتهية و 196 في الإنجاز.
وللدائرة معالم تاريخية تبقى شاهدة على وقوفها تذكر منها
- مقبرة الشهداء ببلدية أولاد ابراهم حيث تضم وفاة 385 شهيدا.
- الثكنة العسكرية القديمة ببلدية راس الوادي كانت تستعمل كمركز للتعذيب.
- بئر ميشوا يوجد ببلدية أولاد ابراهم عمقه أكثر من 100 م كان يرمى فيه المجاهدون والمدنيون بعد تعذيبهم أحياء وأمواتا حيث وصل عددهم إلى ما يقارب 2800 شهيد.

## الحركة التنموية (النشاط الاقتصادي والاجتماعي)
تشهد الدائرة وتيرة اقتصادية ذات حركة تنموية واسعة تمس مختلف الأنشطة.

## الفلاحـة
يتربع قطاع الفلاحة على مساحة 24769 هكتار تتخصص أغلبها لزراعة الحبوب والمقدرة بـ 21569 هكتار و 77700 هكتار لغرس الأشجار المثمرة كما يتميز هذا القطاع بتربية الأبقار حيث بلغ عددها 4892 رأس منها 2229 حلوب بإنتاج 17904 لتر/ يوم و33000 رأس من الغنم والماعز وبمجموع 468000 دجاج لحم و 294800 دجاج بيض وبلغ إنتاج الدجاج البيوض 349730000 وحدة لسنة.
كما يساهم من جهة أخرى البرنامج الوطني للتنمية الفلاحية في توسيع المساحات المسقية وتطوير الإنتاج وبلغ عدد المستفيدين من الدعم الفلاحي 865 فلاح بمبلغ إجمالي 325500.000.00 دج.

## مواضيع ذات صلة
- دوائر ولاية برج بوعريريج